# Your Lucky Day
 (décembre 2024).
Si vous disposez d'ouvrages ou d'articles de référence ou si vous connaissez des sites web de qualité traitant du thème abordé ici, merci de compléter l'article en donnant les références utiles à sa vérifiabilité et en les liant à la section « Notes et références ».
Pour plus de détails, voir Fiche technique et Distribution.
Your Lucky Day (ou Jour de chance au Québec) est un film américain produit et réalisé par Dan Brown, sorti en 2024.

## Synopsis
Lorsqu'une dispute autour d'un billet de loterie gagnant se transforme en une prise d'otages mortelle, les témoins doivent décider jusqu'où ils iront, et le sang qu'ils sont prêts à verser, pour obtenir une part des 156 millions de dollars

## Fiche technique
Sauf indication contraire, les informations mentionnées dans cette section peuvent être confirmées par la base de données cinématographiques IMDb,  présente dans la section « Liens externes ».
- Titre original : Your Lucky Day
- Titre québécois : Jour de chance
- Réalisation : Dan Brown
- Scénario : Dan Brown
- Musique : Matt Hutchinson
- Montage : Nick Pezzillo
- Production : Luke Barnett, Adam Baxter et Dan Brown
- Sociétés de production : MXN Entertainment
- Sociétés de distribution :
- Well Go USA Entertainment  (États-Unis)
- Québec : VVS Films
- France : Koba Films
- Pays de production :  États-Unis
- Langue originale : anglais
- Format : couleur
- Genre : action
- Durée :  89 minutes
- Dates de sortie[1] :
  - États-Unis : 10 novembre 2023
  - France  : 3 janvier 2025 (VOD)

## Distribution
- Angus Cloud :Sterling
- Jessica Garza : Ana Marlene
- Elliot Knight : Abraham
- Sterling Beaumon : Cody
- Mousa Hussein Kraish : Amir
- Jason O'Mara : Captaine Rutledge
- Spencer Garrett : Mr. Laird
- Jason Wiles : Dick
- Sebastian Sozzi : Dobbs
- Brendan Morrow : Jimmy